# Gašper Tratnik
Gašper Tratnik (ur. 4 stycznia 2000 w Postojnie) – słoweński piłkarz grający na pozycji bramkarza w Motorze Lublin.

## Kariera klubowa

### Słowenia
Wychowanek klubu ND Idrija. Występował także w juniorskich zespołach U-19 zespołów NK Interblock oraz ND Ilirija 1911.
Pierwsze piłkarskie kroki w seniorskiej piłce stawiał w słoweńskim klubie NK Dob, który występował na drugim poziomie słoweńskiej ligi. Seniorski debiut zaliczył 14 września 2019 w meczu przeciwko ND Beltinci.
Następnie, przed startem sezonu 2022/23 został zawodnikiem klubu słoweńskiej ekstraklasy – NK Domžale. Debiut w nowym klubie oraz debiut w słoweńskiej najwyższej lidze zaliczył 2 kwietnia 2023 w meczu przeciwko NŠ Mura. W sezonie 2023/24 zaliczył dwa występy w ramach eliminacji Ligi Konferencji UEFA.
11 lipca 2024 został zawodnikiem kolejnego klubu ze najwyższej klasy rozgrywkowej - ND Primorje. W klubie spędził jedynie rundę jesienną.

### Polska
12 stycznia 2025 dołączył do zespołu beniaminka Ekstraklasy Motoru Lublin.